# Apollofane (filosofo)
Apollofane di Antiochia (in greco Ἀπολλοφάνης ; fl. III secolo a.C.) è stato un filosofo greco antico stoico.

## Biografia
Fu amico e discepolo di Aristone di Chio. Gli scarsi frammenti su quest'autore ci dicono che scrisse un'opera su Aristone intitolata Ἀρίστων. 
Diogene Laerzio cita una sua opera intitolata Φυσική (Fisica); il suo nome compare anche in Tertulliano. 
Un filosofo stoico con lo stesso nome ma di epoca successiva compare in Socrate Scolastico e nella Suda.